# Bernie Fagan
Bernie Fagan (Sunderland, Inglaterra; 29 de enero de 1949-2 de enero de 2024) fue un futbolista y entrenador de fútbol inglés que jugó en la posición de defensa.

## Carrera

### Jugador
| Periodo   | Club                       |
| --------- | -------------------------- |
| 1969-1970 | Northampton Town FC        |
| 1970-1974 | Scarborough FC             |
| 1974–1975 | Seattle Sounders           |
| 1975–1977 | Los Angeles Aztecs         |
| 1977      | Los Angeles Skyhawks       |
| 1978      | Colorado Caribous          |
| 1978      | Southern California Lazers |
| 1979–1980 | Detroit Lightning          |
| 1980–1982 | Portland Timbers           |

### Entrenador
Dirigió al FC Portland de 1985 a 1989.